# Bart Ramselaar
Bart Ramselaar, född 29 juni 1996, är en nederländsk fotbollsspelare som spelar för FC Utrecht.

## Klubbkarriär
Den 24 augusti 2019 återvände Ramselaar till FC Utrecht, där han skrev på ett treårskontrakt med option på ytterligare ett år.

## Landslagskarriär
Den 9 november 2016 debuterade Ramselaar för Nederländernas landslag i en match mot Belgien (1–1), där han byttes in i den 89:e minuten mot Georginio Wijnaldum.